# Trajectum ad Mosam (Stols)
Trajectum ad Mosam is een boekenreeks, uitgegeven door A.A.M. Stols samen met zijn broer A.A.J. "Fons" Stols tussen 1922 en 1930. Stols begon hiermee zijn loopbaan als uitgever.
De eerste titel was Aenleidinge ter Nederduitsche dichtkunste van Joost van den Vondel. Dit boek wekte de aandacht van de journalist en schrijver Jan Greshoff, die een drijvende kracht werd achter de uitgaven van Stols. De boeken werden gedrukt bij de firma Boosten & Stols te Maastricht. De reeks bevatte boeken van William Shakespeare, Marie Cremers, Arthur van Schendel, Louize Labé, Joachim du Bellay, P.C. Hooft, Jan van Nijlen, Adriaan Roland Holst, Stendhal, Lodewijk van Deijsel en Jan Greshoff.
De typograaf S.H. de Roos en de letterontwerper Jan van Krimpen werkten vaak mee aan deze bibliofiele uitgaven.

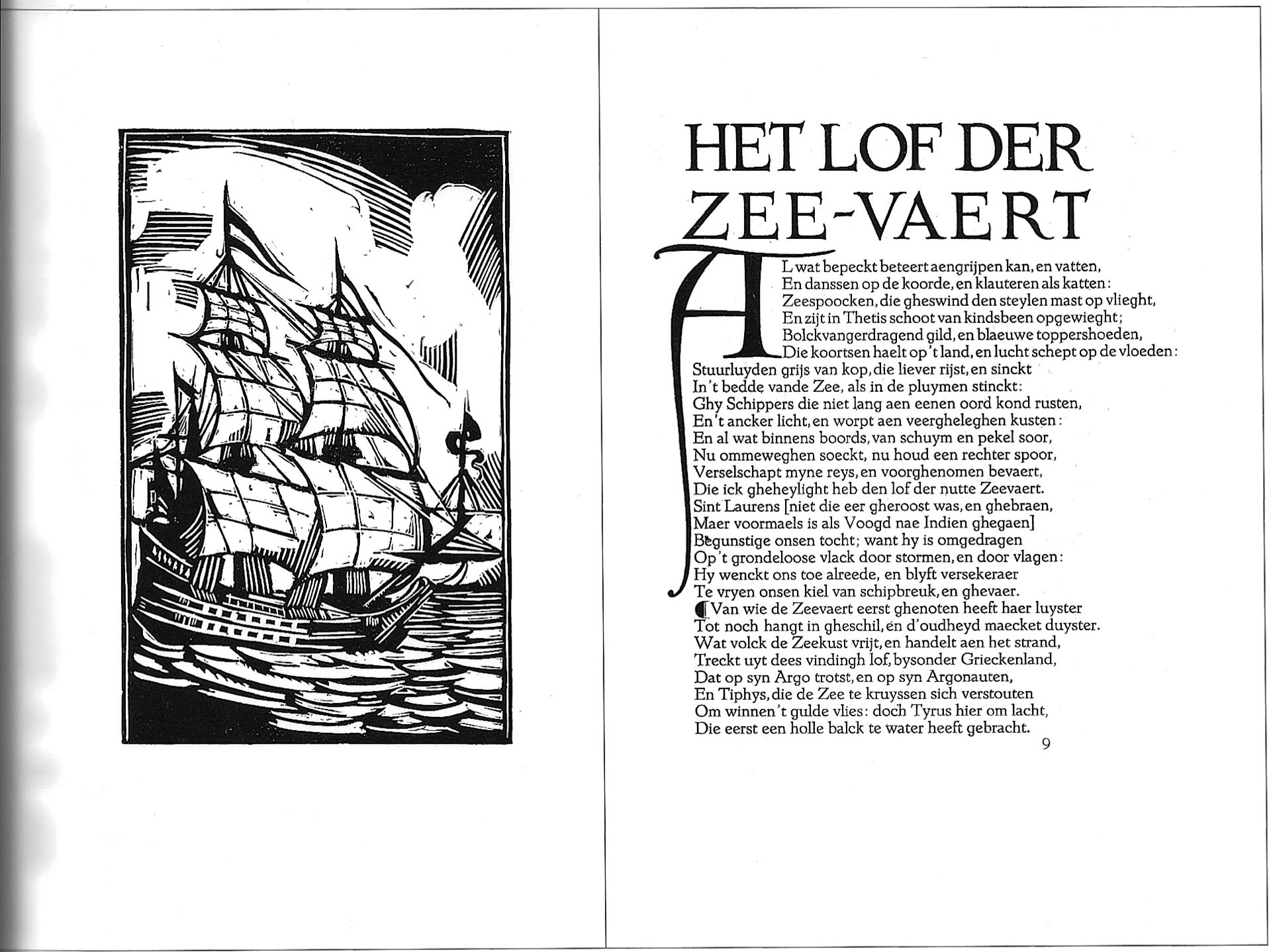
Titelpagina van Het lof der zee-vaert, Trajectum ad Mosam nr. 5

## Titels
- nr. 1: Aenleidinge ter Nederduitsche dichtkunst, Joost van den Vondel, 1922
- nr. 2: Sonnets, William Shakespeare, 1923[3]
- nr. 3: Nieuwe loten, Marie Cremers, 1923
- nr. 4: Angiolino en de lente, Arthur van Schendel, 1923[4]
- nr. 5: Het lof der zee-vaert, Joost van den Vondel, 1923
- nr. 6: Sonnets, Louise Labé, 1924, Maestricht
- nr. 7: De sonneten, Louise Labé (vertaling: P.C. Boutens), 1924
- nr. 8: Reden van waerdicheit der poesie, P.C. Hooft, 1925[5]
- nr. 9: Sparsa, J. Greshoff, 1925
- nr. 10: La défense et illustration de la langue française. Par I.D.B.A. Maestricht, Joachim du Bellay, 1925
- nr. 11: De afspraak, Roland Holst, 1925
- nr. 12: De lokstem. En andere gedichten, Jan van Nijlen, 1925[6]
- nr. 13: D'un nouveau complot contre les industriels, Stendhal (Henri Beyle), 1925, Maestricht [7]
- nr. 14: Paris de France, Valery Larbaud, 1926[8]
- nr. 15: Kleinigheden, Lodewijk van Deyssel, 1926[9]
- nr. 16: God aan zee, Karel van de Woestijne, 1926
- nr. 17: De verliefde betonwerker, A. den Doolaard, 1926
- nr. 18: Sonnets de Théophile de Viau, suivis de la Requeste au Roy, Théophile de Viau, 1927
- nr. 19: De bron, Jan R. Th. Campert, 1927[10]
- nr. 20: Intermezzo, Henrik Scholte, 1927[11]
- nr. 21: Terugkeer, Theun de Vries, 1927[12]
- nr. 22: Onder Gods ogen, Anton van Duinkerken, 1927[13]
- nr. 23: Het boeck der kuskens, Joannes Secundus (vertaling Jan van Hout en Jan van der Does), 1930[14]
- nr. 24: De kinkhoorn, A.J.M. van Moorsel, 1927
- nr. 25: Gijsbrecht van Aemstel, Joost van den Vondel, 1927[15]
- nr. 26: De vogel Phoenix, Jan van Nijlen, 1928
- nr. 27: Frantilamur, Arthur van Schendel, 1928
- nr. 28: Het berg-meer, Karel van de Woestijne, 1928[16]
- nr. 29: Basiorum liber, Joannes Secundus, 1928[17]
- nr. 30: Golven Jo Landheer, 1930

Boekenreeksen: Trajectum ad Mosam · To the happy few · Halcyon · Luchtkastelen · Helikonreeks · Orpheus · Atlantis

Tijdschriften: Halcyon · Helikon · De Vrije Bladen (18e jaargang)

Overige uitgaven: Verzamelde gedichten (J.C. Bloem) · Broeder Bernard (P.N. van Eyck) · Hartslag (Morriën) · Landwind (Morriën) · De boodschap van het Wilhelmus · Het exlibris der Nederlandse medici